# Chartreuse Notre-Dame de La Losa
La chartreuse Notre-Dame (italien : certosa di Madonna) est un ancien monastère chartreux, situé près de La Losa, à 1200 mètres d'altitude, en amont de Gravière, dans le Piémont, en Italie.

## Histoire
La chartreuse est fondée dans la vallée de la Doire Ripaire en 1189 par le comte Thomas Ier de Savoie, qui peut-être ne fait que doter un groupement d’ermites préexistants et adoptant la règle des chartreux. 
En 1189, le comte Thomas donne « Orgevallis », au-dessus de l'église , c’est-à-dire la région alpine qui inclut le territoire de Menone ou Menusio, aujourd'hui Mattie, jusqu'à celui de Chaumont. En 1191, le même prince donne aux chartreux la place de La Losa, c'est-à-dire les terres entourant l'église elle-même, « infra terminos Lose » mais non expressément indiquée dans l'acte de 1189; il ajoute également le droit de réclamer des terres usurpées et l'exemption des péages.
En 1193, l'abbaye Saint-Just de Suse fait don aux chartreux de tous les droits qui appartiennent à l'abbaye sur la montagne de La Losa. Les deux monastère font un pacte mutuel de prière et d'assistance et s'accordent sur le droit de chacun de leurs membres respectifs de passer, d'une institution à l'autre , sans dépasser le nombre attendu de douze moines.
Henri VI dispense les chartreux de La Losa du « serment de calomnie » (sacramentum calumpnic), leur accorde la faculté de nommer un « sindaco » (maire), les dispense de péage et demande à la municipalité de Turin de défendre et protéger l'église de La Losa. Arduin de Valperga, évêque de Turin, et ses successeurs protègent également la communauté.
Les religieux de La Losa obtiennent aussi l'exemption du péage dans les terres du Dauphiné de Béatrice d'Albon, de Maurienne et de Monferrat. En Maurienne dont Thomas porte le titre de comte, son autorité est limitée par la seigneurie temporelle de l'évêque de Saint-Jean de Maurienne.
Les moines s'occupent de la culture et de la gestion des terres et des biens donnés par le comte Thomas.Il s'agit pour la plupart de pâturages pour la subsistance de nombreux troupeaux. 
En 1197, le comte Thomas, accepte la demande des chartreux qui sont mal à l'aise dans le monastère de La Losa, et leur donne la « vallée de l'Orsiera », bien que déjà inclus dans le don d'Orgevalle de 1189, plus Montebenedetto, où environ trois ans plus tard, les moines transfèrent leur résidence.
Les difficultés des expropriations nécessaires pour constituer le « désert » font transférer la chartreuse à Montebenedetto en 1197 .
La communauté de La Losa est transférée ensuite à Banda (1498-1598), à Avigliana (1598-1630), à nouveau à Montebenedetto ou Banda (1630-1642) et à Turin (1642-1855).
Le monastère est transformé en chapelle. Du monastère d'origine ne reste plus que l'église, sous l'invocation de Sainte-Anne, reconstruite en dépenses publiques en 1817.